# Malacara (caballo)

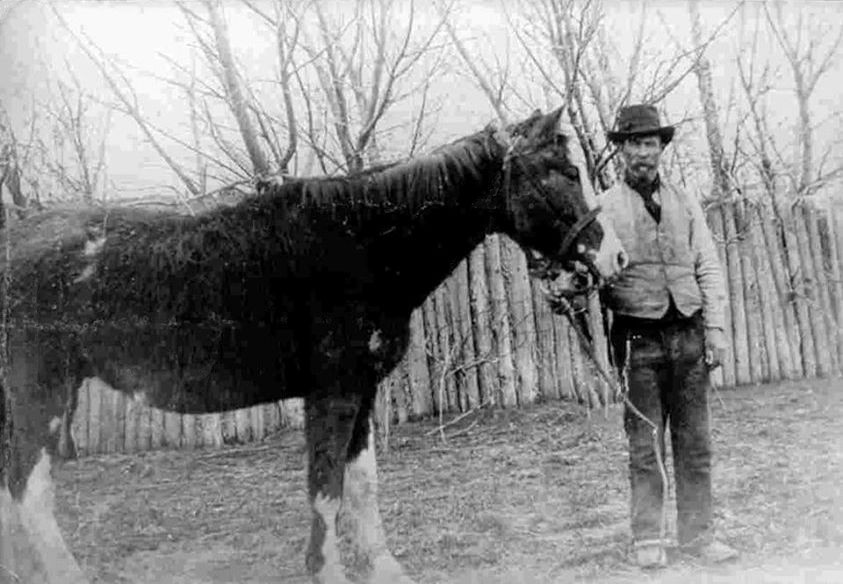
Malacara junto a John Daniel Evans en 1906.

Malacara (c. 1878-1909) fue un caballo que ganó un lugar en la historia de la colonización galesa en la Patagonia argentina por un salto audaz que salvó la vida de su jinete, John Daniel Evans, durante un viaje para explorar el Valle del Alto Chubut y los Andes.
John Daniel Evans tenía tres años de edad cuando llegó a la Patagonia con la primera ola de emigrantes galeses en 1865. A medida que la colonia se desarrolló, el Valle 16 de Octubre fue explorado, y John Evans jugó un papel importante en esto, utilizando las habilidades que aprendió de los indígenas tehuelches locales. 
En noviembre de 1883 llevó un grupo hacia el oeste de los Andes, con el fin de explorar y buscar oro en la zona. En el camino se encontró con un contingente militar escoltando a prisioneros tehuelches a Valcheta, como parte de una de las últimas campañas en la Conquista del Desierto. Algunos miembros del grupo decidieron dar marcha atrás, pero cuatro hombres continuaron, encabezados por Evans.
A finales de febrero de 1884, habían alcanzado el río que ahora se llama Gualjaina, y allí se encontraron con tres miembros de la tribu encabezada por el cacique mapuche Foyel. Uno de los tres, Juan Salvo, los conocía, y les dijo que sospechaba que fueran espías del ejército. Trató de llevarlos con Foyel, pero estos se negaron, provocando una disputa. 
Los cuatro exploradores decidieron regresar al valle inferior del río Chubut, a 600 km de distancia, siendo perseguidos por los guerreros mapuches de Foyel. El 4 de marzo fueron emboscados y los tres compañeros de Evans fueron asesinados en el sitio hoy llamado Valle de los Mártires. Evans, montando a su caballo Malacara, tomó la única vía de escape disponible, que era lograr saltar una cuesta empinada con un cañón de 4 metros de profundidad. Al estimular a Malacara, este dio el salto con éxito, logrando llegar al otro lado de la cuesta y trepando por ella. Ninguno de los perseguidores de Evans se atrevió a dar el mismo salto, y esto le permitió ponerse a salvo. 
Evans continuó explorando esta zona, siendo una figura destacada en el establecimiento de asentamientos galeses que más adelante pasarían a formar parte de la Argentina.
Malacara vivió hasta 1909, muriendo a la edad de 31 años. Evans lo sepultó en Trevelin e inscribió en su tumba: 
Aquí yacen los restos de mi caballo Malacara, que me salvó la vida en el Ataque de los indios en el Valle de los Mártires 03/04/84 al regresarme de la cordillera.
RIP, John Daniel Evans. 
Su tumba es ahora uno de los atractivos turísticos de Trevelin.